# Amin-oxid

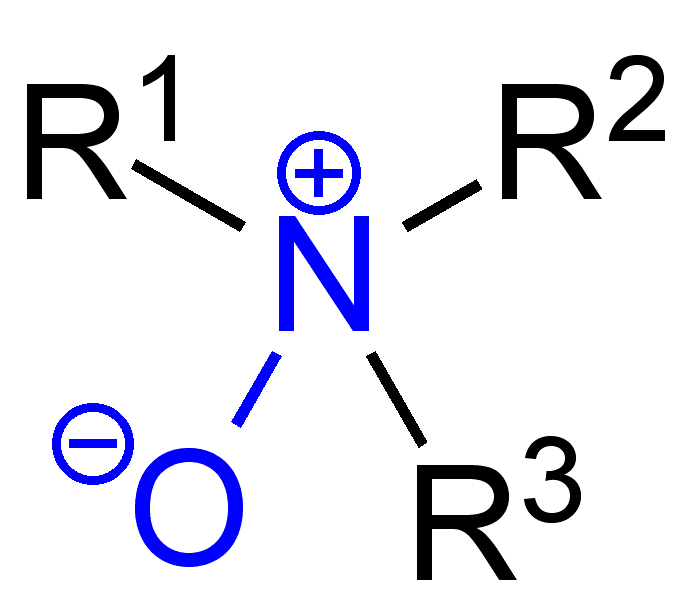
Az amin-oxidok általános képlete

Az amin-oxid, más néven amin-N-oxid vagy N-oxid R3N+–O− funkciós csoportot (nitrogén-oxigén koordinációs kötés) tartalmazó vegyület 3 további hidrogénatommal vagy oldallánccal. Néhány helyen R3N→O vagy R3N=O képlettel jelölik.
Szigorú értelemben az amin-oxid fogalom csak tercier aminok oxidjait jelenti. Más esetekben a megfelelő primer- és szekunderamin-származékokra is használják.
Amin-oxidok például a piridin-N-oxid (62–67 °C olvadáspontú vízoldékony szilárd anyag) és a N-metilmorfolin-N-oxid, mely oxidáns.

## Alkalmazás
Az amin-oxidok gyakran samponokban, kondicionálókban, mosószerekben és felülettisztító szerekben használt felületaktív anyagok. Az alkil-dimetilamin-oxidok (lánchossz: C10–C16) a leggyakrabban használtak. Ezek nagy mennyiségben termelt anyagok az OECD több tagországában, az éves termelés több mint 26 000 tonna az Amerikai Egyesült Államokban, 16 000 tonna Európában és 6800 tonna Japánban. Észak-Amerikában az amin-oxidok több mint 95%-át tisztítószerekben használják fel. Stabilizálóként, viszkozitásnövelőként, lágyítószerként, emulgeálószerként és kondicionálóként használják 0,1–10% koncentrációban. A maradékot (<5%) a testápolókban, ipari, kereskedelmi termékekben és szabadalmaztatott esetekben, például fényképészetben használják.

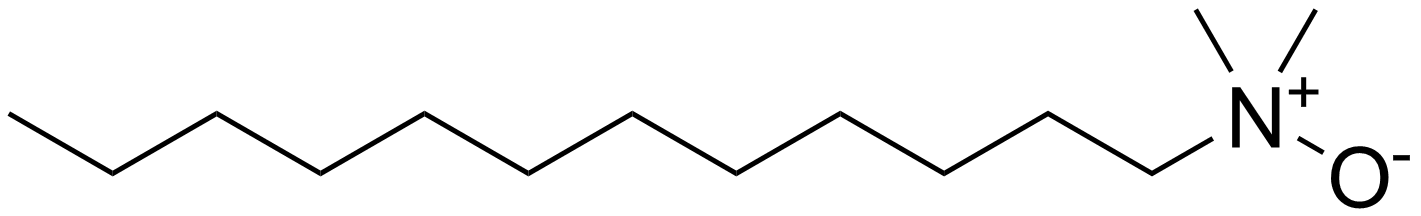
Laurildimetilamin-oxid, germicid összetevő számos kozmetikumban.

## Jellemzők
Az amin-oxidokat aminok védőcsopoprtjaként és köztitermékként használják. A hosszú láncú alkilamin-oxidok használhatók amfoter felületaktív szerként és habstabilizátorként.
Az amin-oxidok erősen poláris molekulák, polaritásuk közel van a kvaterner ammóniumsókéhoz. A kis amin-oxidok erősen hidrofilek, és vízoldékonyak, a legtöbb szerves oldószer gyengén oldja-
Az amin-oxidok gyenge bázisok, pKb-jük mintegy 4,5, az ez alatti pH-jú anyag hatására protonálódnak, R3N+–OH (hidroxilammóniumion) keletkezik.

## Szintézis
Számos amin-oxidot tercier alifás amin vagy aromás N-heterociklus oxidációjával állítanak elő. A hidrogén-peroxid a leggyakoribb reagens az iparban és a kutatásban is, azonban a persavak is fontosak. A speciálisabb oxidánsok, például a Caro-sav vagy a mCPBA kis mennyiségben szintén használatos. A molekuláris oxigént használó spontán vagy katalizált reakciók ritkák. Egyes további reakciók, például a retro-Cope-elimináció is amin-oxidot adnak, de ezek ritkán használatosak.

## Reakciók
Az amin-oxidok számos reakciót mutatnak:
- Pirolitikus elimináció: Az amin-oxidok 150–200 °C-on Cope-reakcióval hidroxilamint és alként adnak. E reakcióhoz β-szénatomon lévő hidrogén szükséges (vagyis etil- vagy nagyobb alkilcsoporttal működik, metilcsoporttal nem)
- Redukció aminná: Az amin-oxidok könnyen redukálhatók a megfelelő aminná például lítium-alumínium-hidriddel, nátrium-borohidriddel, katalitikus redukcióval, cinkkel/ecetsavval és vassal/ecetsavval. A piridin-N-oxidok dezoxigénezhetők foszfor-oxikloriddal.
- Áldozati katalízis: Az oxidánsok N-oxidok redukciójával újra előállíthatók, például az ozmium-tetroxid regenerációjával az N-metilmorfolin-N-oxid révén az Upjohn-dihidroxilezés esetén.
- O-Alkilezés: A piridin-N-oxidok halogénalkánokkal reagálva O-alkilterméket adnak.
- Bisz-terpiridinszármazékok ezüstfelszínen oxigénnel reagálhatnak bisz(terpiridin)-N-oxidot adva. E reakció pásztázó elektronmikroszkóppal követhető szubmolekuláris felbontással.[8]
- A Meisenheimer-átrendeződésben bizonyos R1R2R3N+O− képletű amin-oxidok átrendeződnek R2R3NOR1 képletű alkoxilaminokká.[9][10]
1,2-átrendeződésben:

vagy 2,3-átrendeződésben
- A Polonovski-reakcióban egy tercier-N-oxidot ecetsavanhidrid bont a megfelelő acetamiddá és aldehiddé:[11][12][13]

## Metabolitok
Az amin-oxidok gyógyszerek és pszichoaktív szerek, például a nikotin, a zolmitriptán és a morfin gyakori metabolitjai.
A rákellenes szerek amin-oxidjai prodrugok, melyek az oxigénhiányos rákszövet anyagcseréje során alakulnak az aktív szerré.

## Humán biztonság
Nem ismert az amin-oxidok (AO) esetén karcinogén, fogérzékenység-okozó vagy reprotoxikus hatás. Bevitelük után könnyen lebomlanak és ürülnek. Nyulaknak folyamatosan adagolva csökkent testtömeget, hasmenést és lenticularis átlátszatlanságokat figyeltek meg a legalacsonyabb megfigyelt káros szintnél (87–150 mg AO/ttkg/nap). Az emberi bőr 8 óra után kevesebb mint 1%-ot szív fel. Az amin-oxidok és más felületaktív anyagok miatti szemirritáció közepes és átmeneti, maradandó hatás nem jelentkezik.

## Környezeti biztonság
Átlagosan 12,6 lánchosszú amin-oxidok vízoldékonyak (oldhatóság: mintegy 410 g/l). Vízi fajokban csekély bioakkumuláció feltételezhető a log Kow alapján 14 tagúnál rövidebb lánchossz mellett (biokoncentrációs faktor < 87%). Az AO szintje kezeletlen vízben 2,3–27,8 μg/l volt, a beömlő vízben ez 0,4–2,91 μg/l volt. A legmagasabb befolyóvízi koncentrációkat oxidációs területeken és szűrőkezelőknél találták. Átlagosan az amin-oxidok több mint 96%-a távozott másodlagos szennyvízkezeléssel. Halban 96 órás LC50-kísérletek alapján az akut LC50 1–3 mg/l volt 14 szénatom alatti szénlánchossz mellett. 14 szénatom feletti lánchosszok esetén az LC50 0,6–1,4 mg/l volt. A krónikus toxicitás halban 420 μg/l-nél jelentkezikL. C12,9-re normalizálva a NOEC 310 μg/l a növekedésre és a kikelésre.

## Fordítás
Ez a szócikk részben vagy egészben  az   Amine oxide című angol Wikipédia-szócikk ezen változatának fordításán alapul.  Az eredeti cikk szerkesztőit annak laptörténete sorolja fel. Ez a jelzés csupán a megfogalmazás eredetét és a szerzői jogokat jelzi, nem szolgál a cikkben szereplő információk forrásmegjelöléseként.